# Innervisions
Innervisions е шестнадесетият пореден студиен албум на американския музикант Стиви Уондър. Издаден е на 3 август 1973 г. от Мотаун Рекърдс. Представлява крайъгълен камък в класическия период на музиканта. Деветте песни от Innervisions обхващат широк диапазон от теми и проблеми: злоупотребата с наркотиците в „Too High“, социалния гняв в „Living For The City“, и любовта в баладите „All In Love Is Fair“ и „Golden Lady“.
Както в много други албуми на Стиви Уондър, текстовете, композицията и продуцирането са почти изцяло негова лична работа. Синтезаторът ARP е силно застъпен в целия албум. Инструментът е често срещан мотив сред музикантите от това време, тъй като е способен да конструира напълно завършена звукова обстановка. Уондър е първият чернокож творец, който експериментира с тази технология по масов начин, и Innervisions оказва огромно въздействие върху бъдещата комерсиална чернокожа музика. В шест от общо деветте песни в албума, Уондър свири на всички или почти всички инструменти.